# Doris Leuthard
Doris Leuthard (n. 10 aprilie 1963, Merenschwand⁠(d), cantonul Aargau, Elveția) este un om 
politic elvețian, între 14 iunie 2006 - decembrie 2018 membră a Consiliului Federal al Elveției, președinta (prin rotație) Confederației Elvețiene (a Consiliului ei Federal) pentru un mandat de un an în anii 2010 și 2017. 
Între anii 2006-2010 ea a îndeplinit funcția de  ministru al economiei (șef al departamentului federal al economiei), între anii  2010 -2018 ministra mediului înconjurător, a energiei, transportutilor și comunicațiilor. În anii 2009 și 2016 fiind vicepreședinta Consiliului Federal al Elveției.
Doris Leuthard a fost aleasă președinta Partidului Creștin Democrat din țara sa între anii 2004-2006.

## Biografie
Doris Leuthard s-a născut la Merenschwand ca cel dintâi  dintre cei patru copii al unei familii elvețiene alemane. 
Tatăl ei a fost deputat in Parlamentul cantonului Argovia. După ce a învățat la școala elementară in așezarea natală și la Muri, Doris Leuthard  a urmat studii liceale la gimnaziul cantonal din Wohlen. Apoi a
studiat dreptul la Universitatea din Zürich, perfecționându-se mai târziu la Paris și Calgary. După un stagiu într - un birou avocațial din anul 1989, în 1991 a obținut autorizația de practicare a avocaturii în cantonul Argovia.  A lucrat apoi ca avocată la Muri și Wohlen în asociere cu alți colegi de breaslă, a fost membră în consiliul de administrație al unor întreprinderi și bănci, fiind totodată activă în cadrul universităților populare din cantonul natal.
Doris Leuthard este căsătorită cu avocatul Roland Hausin.

## Cariera politică
Activă în cadrul Partidului Creștin Democrat, al cărui vicepreședinte a fost aleasă în 2001, i-a succedat în cele din urmă în anul 2004 lui Philipp Stähelin la conducerea acestei formații  politice.
Ca lider a reușit să refacă popularitatea partidului după înfrângerea electorală din 2003. 
La 14 iunie 2006 i-a urmat politicianului francofon Joseph Deiss ca membru în Consiliul federal, preluând departamentul economiei de la 1 august 2006.
La 10 decembrie 2008 a fost aleasă vicepreședintă a Consiliului Federal pe anul 2009, iar la 2 decembrie 2009  fost aleasă in fruntea acestui organ, devenind cea de-a treia femeie în postul de președinte al Confederației și prima femeie de origine germană-alemană ocupând acest post.

## Legături externe
- Doris Leuthard pe situl Departamentului federal de economie al Elveției (EVD) Arhivat în 26 iulie 2010, la Wayback Machine.
- Articol despre Leuthard, Doris în Lexiconul de istorie al Elveției
- date biografice pe situl parlamentului Elveției